# 日系カナダ人
日系カナダ人（英: Japanese Canadian）は、日本人に家系起源を持つカナダ人や、カナダ国籍を取得した日本人移民。バンクーバーやトロントのような大都市を中心に居住している。
2016年時点で、日系カナダ人の人口は121,485人を数える。

## 歴史
記録に残るカナダへの最初の日本人移民は、1877年にブリティッシュコロンビア州に渡ってきた永野万蔵である。移民の第一世代（一世）の多くは九州や本州の出身で、ほとんどがバンクーバー島やフレーザー川流域に暮らし、漁業などに従事した。当時の日本人の集住地には、バンクーバーの日本人街やスティーブストンがある。第二次世界大戦前の日本人移民は、その数が厳しく制限される1928年頃まで続いた。日本人移民の出身地としては滋賀県や和歌山県出身者が多かった。

日系カナダ人には、当初選挙権が与えられていなかった。そこに第一次世界大戦が起こると、欧州を故郷と感じるカナダ人と、日英同盟の関係で連合国寄りだった在カナダ日本人の間で協力の機運が高まり、在加日本人による義勇兵を派遣する運びとなった。そこには、欧州大戦に参加することで日本人に対する信用を高めて、帰化日本人の参政権と平等待遇を獲得する目的があった。欧州でも、日本の正規軍が参戦すれば何らかの見返りを用意しなければならないが、義勇軍なら欧州軍の指揮下で戦ってくれるので都合が良いという思惑もあった。他国の在外日本人で大戦に参加する者もいたが、なかでも日系カナダ兵は志願兵だけで構成されていたにもかかわらず人数が多かった。こうした動きに対し日本国内では賛否両論だったが、カナダの日本人義勇兵の志願者は200名以上に上り、そのうち54名が命を落とした。大戦後の参政権獲得も思惑通りにはなかなか進まず、義勇兵たちに選挙権が与えられたのは、大戦から16年も経った1931年（昭和6年）のことだった。第二次世界大戦が勃発すると、日系カナダ人は財産を没収され、抑留を受ける（#抑留）。
第二次世界大戦後、日系カナダ人は抑留から解放されて市民権を取り戻し、一世や二世に投票権が与えられた。
カナダで1950年から1960年代に生まれた人々は三世と呼ばれる。彼らは日本語をほとんど解さないが、日本語を学習している者も存在する。三世の75%は、非日系人と結婚している。ほとんどの四世は、人種的にはかなり入り混じっている。2001年のカナダの人口統計資料によれば、日系カナダ人は明らかに非日系の配偶者と結婚、もしくは同居し、マイノリティ集団を形成している。2001年カナダの25,100カップルのうち、わずか30%が夫婦とも日系のカップルで、70%は非日系の配偶者を持っていた。同じく2001年の統計によれば、カナダの日系人の人口の65%は、カナダの生まれになっている。
なお、1967年以降に渡ってきた移民の第二波は、「新移民」と呼ばれ、都市部に居住していることが多い。

### 抑留
1941年12月7日の日本軍の真珠湾攻撃から始まる大東亜戦争（太平洋戦争）のさなかの1942年、日系カナダ人も拘留された。総数20,881人、そのうち75%がカナダ国籍を所持していた。当時、アメリカでも同様の事態が起こった。
戦後、日系カナダ人の財産、不動産は没収され、連邦政府はロッキー山脈以東の地域への移住、又は日本帰国を命じた。その後1970年代後半から1980年代、日系カナダ人抑留に関する記録が公開され、1983年から全カナダ日系人協会（NAJC）によって、損害賠償を請求する運動が開始された。NAJCは、抑留によって生じた経済的な損失を算出すべく、プライスウォーターハウスクーパースにその業務を委託し、1986年に抑留時に4億4,300万ドルの損失があったことを訴えた。この運動は、リドレス運動（redress movement）と呼ばれる。
1988年9月22日、 ブライアン・マルルーニー首相は損害賠償を行うことを決定（1人につき、21,000ドル）。賠償終了の1993年、約18,000人の抑留された生存者があった。

## 著名な日系カナダ人
- ジャーナリスト
  - メアリー・イトウ（en:Mary Ito）- ジャーナリスト
  - ブライアン・ヤスイ（Brian Yasui）- ニュースキャスター
  - ムツミ・タカハシ（en:Mutsumi Takahashi） - ニュースキャスター
  - テツロウ・シゲマツ（en:Tetsuro Shigematsu） - ラジオDJ
  - 津田佐江子 - 日本語新聞バンクーバー新報の創刊者、編集発行人
- 俳優・役者
  - ナツコ・オオハマ（Natsuko OOhama） - 女優
  - ノブ・マッカーシー (Nobu McCarthy) - 女優
  - デニス・アキヤマ（Denis Akiyama） - 俳優
  - スタフォード・アリマ（en:Stafford Arima）- 舞台演出家、ブロードウェイにおいて初めてミュージカルを演出したアジア系カナダ人。
- 作家・詩人
  - ロイ・ミキ（en:Roy Miki) - 詩人
  - ジョイ・コガワ（Joy Kogawa）- 小説家・詩人
  - ケリィ・サカモト（en:Kerri Sakamoto） - 小説家
  - アキ・シマザキ - 小説家
- スポーツ選手・団体
  - ポール・カリヤ （Paul Kariya）- NHLのスター選手 (日本・ヨーロッパの家系を持つ)
  - デヴィン・セトグチ（en:Devin Setoguchi） - NHL 選手
  - ヴィッキー・スノハラ - 女子アイスホッケー選手、オリンピック
  - 中島ファラン一生（Issey Nakajima Farran） - サッカー選手
  - マサオ・タカハシ（en:Masao Takahashi） - 柔道家
  - バンクーバー朝日 - 日系カナダ人による野球チーム　
  - ユキ・ツボタ - 女子フリースタイルスキー選手
  - ケイティ ツユキ（en:Katie Tsuyuki）  - 女子スノーボード選手
  - キミコ・ザクレスキ（en:Kimiko Zakreski） - 女子スノーボード選手
  - グラハム・ニシカワ - クロスカントリースキー選手
  - エミリー・ニシカワ（en:Emily Nishikawa） - クロスカントリースキー選手
  - ブライアン・ マッキーバー（en:Brian McKeever） - パラリンピッククロスカントリースキー選手、バイアスロンスキー選手
  - ロビン・マッキーバー（en:Robin McKeever） - クロスカントリースキー選手
  - 清岡哲朗（en:Tetsuro Kiyooka） - スポーツエージェント、起業家
  - キーガン・メッシング - 男子フィギュアスケート選手、前述の永野万蔵の玄孫。
  - 出口クリスタ - 女子柔道家
- アーティスト
  - ロイ・キヨオカ（en:Roy Kenzie Kiyooka) - 芸術家、写真家、詩人
  - ジョン・キムラ・パーカー（Jon Kimura Parker) - クラシックのピアニスト
  - ロン・コーブ（Ron Korb）- 作曲 家、フルート 奏者
  - タカオ・タナベ（en:Takao Tanabe） - アーティスト
  - ジャスティン・ノヅカ（Justin Nozuka） - シンガー
  - 田野辺みゆき（Miyuki Tanobe）- 画家
  - カズオ・ナカムラ（Kazuo Nakamura） - 画家、彫刻家
  - カテリーナ・マヌーキアン（Catherine Manoukian） - クラシックのヴァイオリニスト
  - クリスティヌ・ヨシカワ（en:Christine Yoshikawa） - クラシックのピアニスト
- 研究者
  - 日下周一 (Shuichi Kusaka) - 理論物理学者、UBC - UC Berkeley - Smith - Princeton　
  - トーマス・ショーヤマ（Thomas Kunito Shoyama） - エコノミスト
  - レイモンド・モリヤマ - 建築家
  - デヴィッド・スズキ（David Suzuki）- 生物学者、環境問題活動家、CBCの科学番組キャスター
  - セヴァン・カリス・スズキ - デヴィッド・スズキの娘。環境問題活動家
  - 柴田ヘンリ－隆典 (Henry R Shibata) - マギル大学医学部外科、腫瘍学名誉教授
- 政治家
  - デビット・ツボウチ（en:David Tsubouchi）- 前オンタリオ州選出国会議員
  - アダム・ヨシダ（Adam Yoshida） - 政治家、作家
  - ビバリー・オダ（Beverley Oda） - 元TV局勤務、下院議員、2006年日系人初のカナダ閣僚、民族遺産相兼女性の地位担当相
- その他
  - アート・ミキ（en:Art Miki）- 日本カナダ友好協会の代表
  - マサジロー・ミヤザキ（en:Masajiro Miyazaki）- オステオパシー医学の医師、検視官、地域活動家。カナダ勲章（Order of Canada）受賞者
  - ユーコ・ナガサワ(Yuko Nagasawa) - DJ
  - ブルック・ベリー（Brooke Berry）- プレイメイト
  - サーロー節子（Setsuko Thurlow）- 反核運動家
  - キミコ・オカノ・ムラカミ(Kimiko Okano Murakami) - ソルトスプリングドルの肖像に採用された日系移民

## 脚註
1. ↑  “2011 National Household Survey: Data tables　Ethnic Origin (264), Single and Multiple Ethnic Origin Responses (3), Generation Status (4), Age Groups (10) and Sex (3) for the Population in Private Households of Canada, Provinces, Territories, Census Metropolitan Areas and Census Agglomerations, 2011 National Household Survey”. 2016年4月12日閲覧。
2. ↑  工藤美代子 『黄色い兵士たち ─第一次世界大戦日系カナダ義勇兵の記録』 恒文社、1983年6月、ISBN 4-7704-0530-8。

## 写真

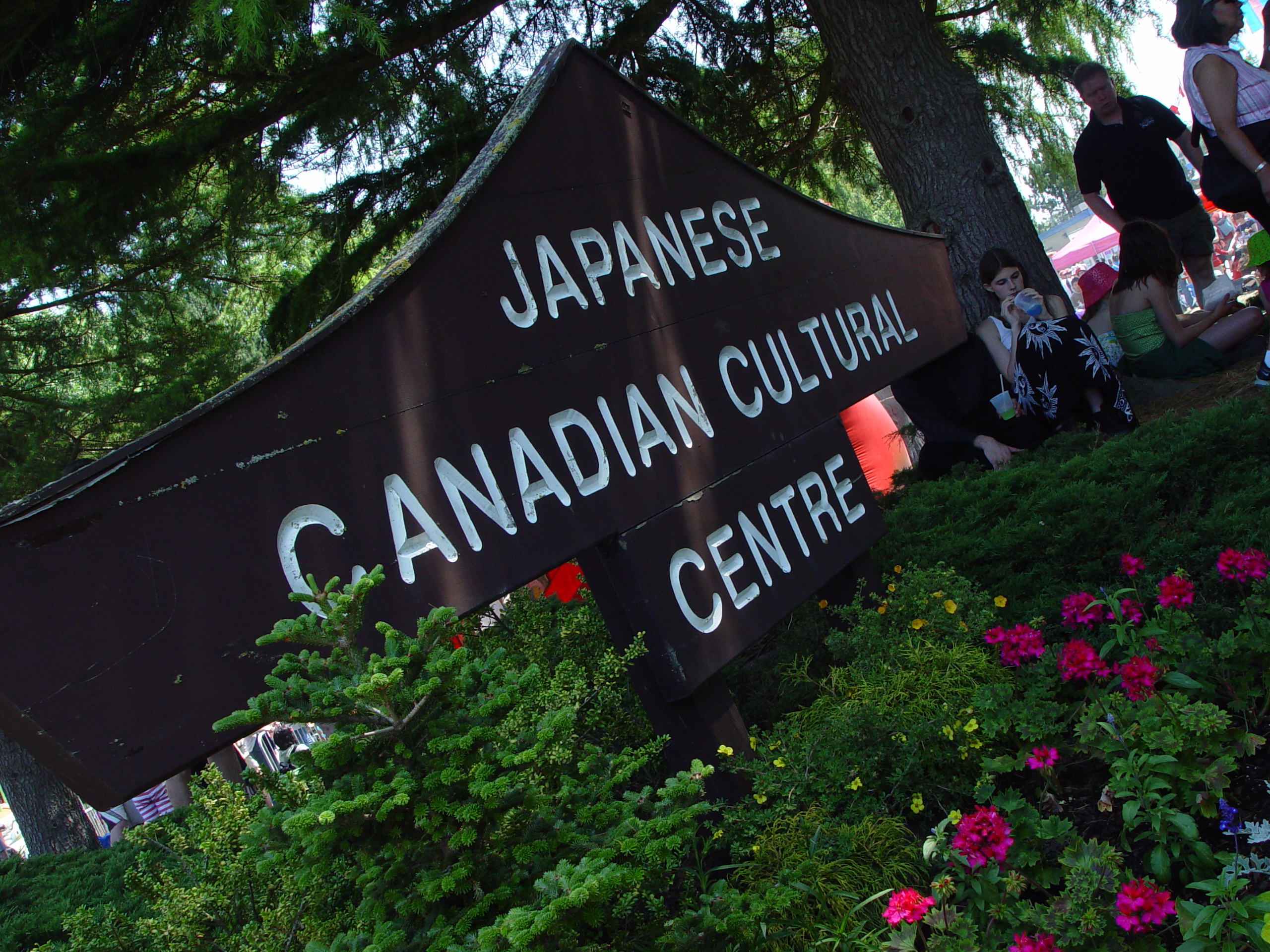
日加文化センター （ブリティッシュコロンビア州・リッチモンド、スティーブストン）
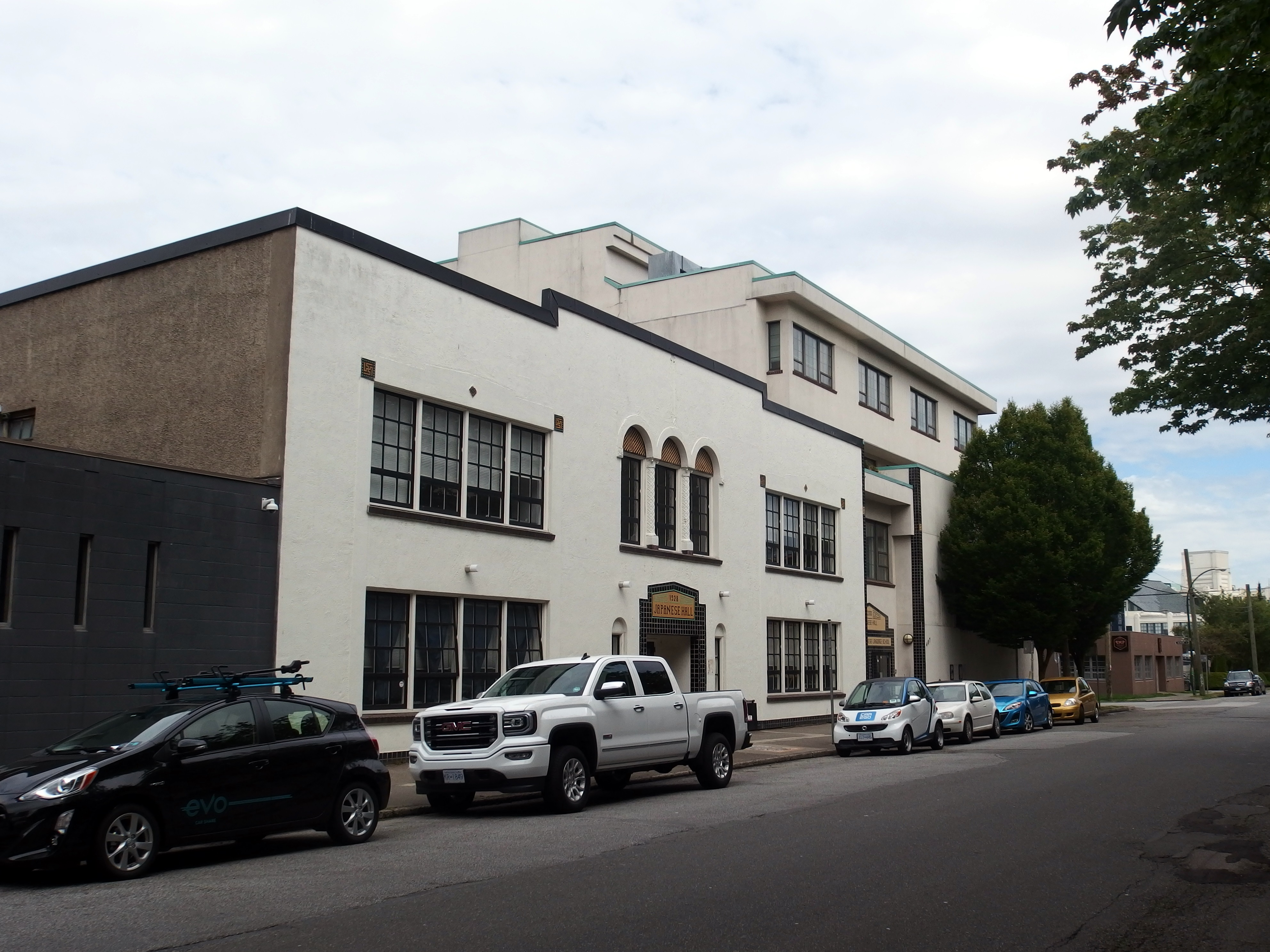
バンクーバー日本語学校 （バンクーバー日本人街）
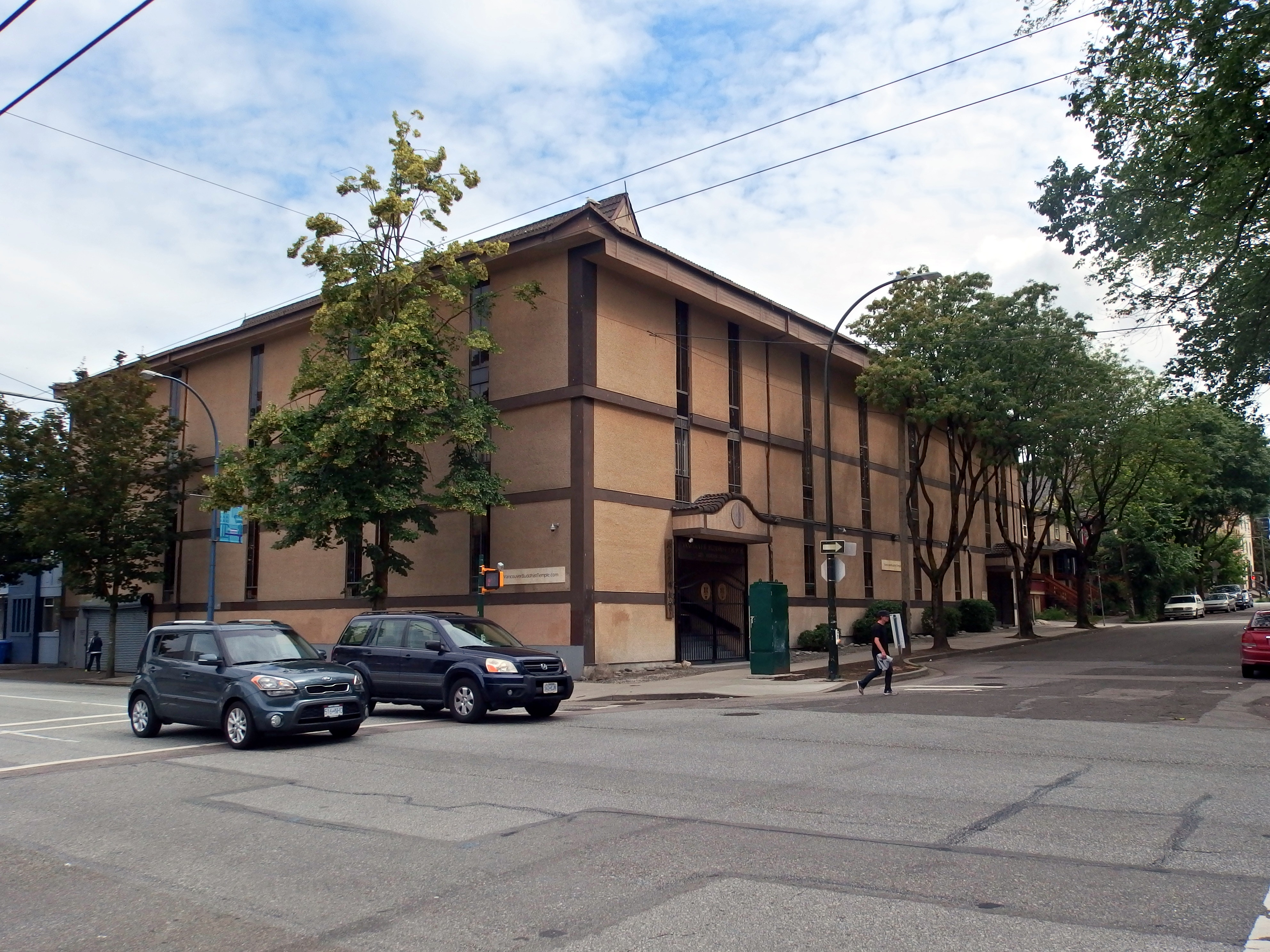
バンクーバー仏教会 （バンクーバー日本人街）
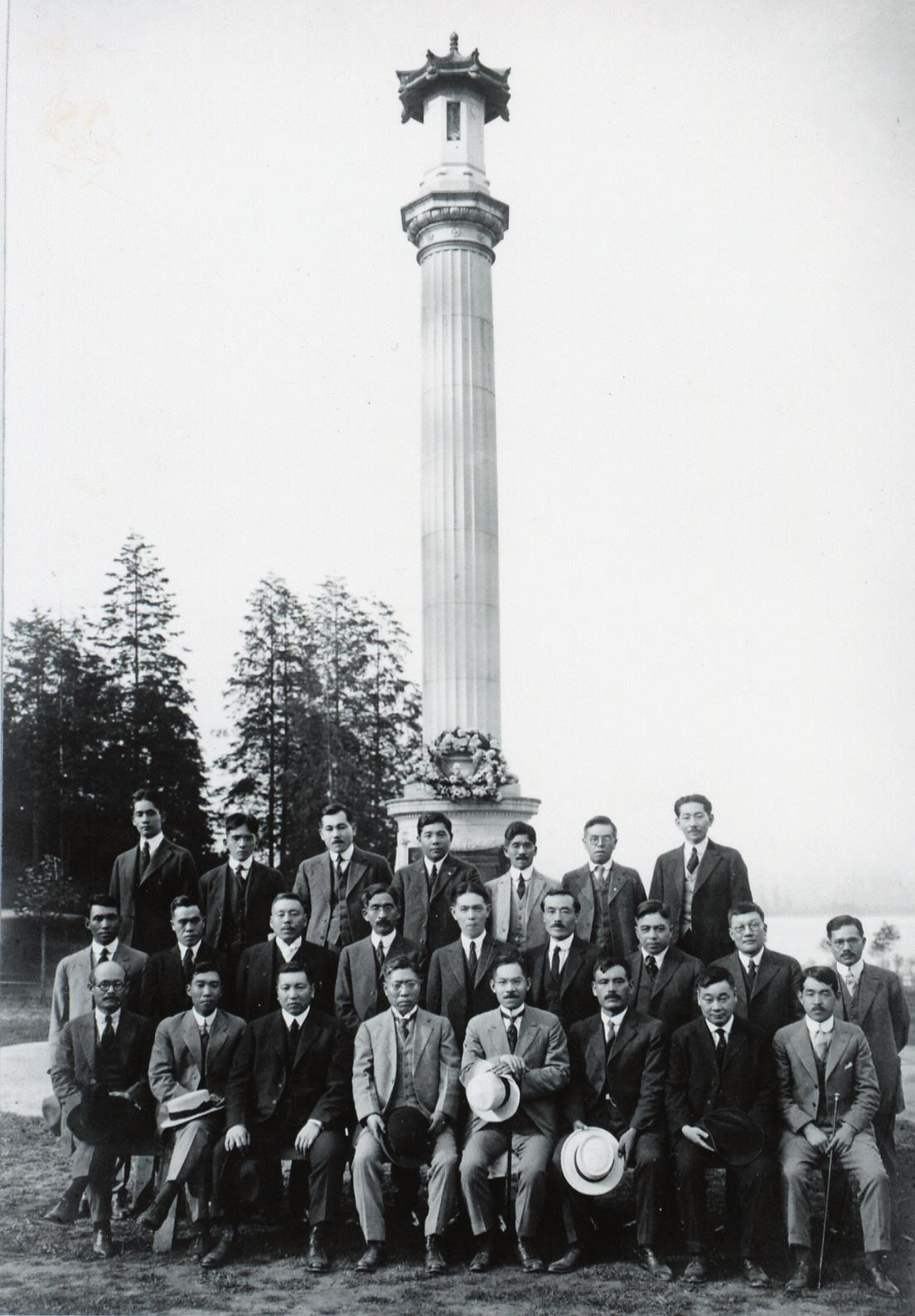
スタンレーパーク内の日系カナダ人戦争記念碑
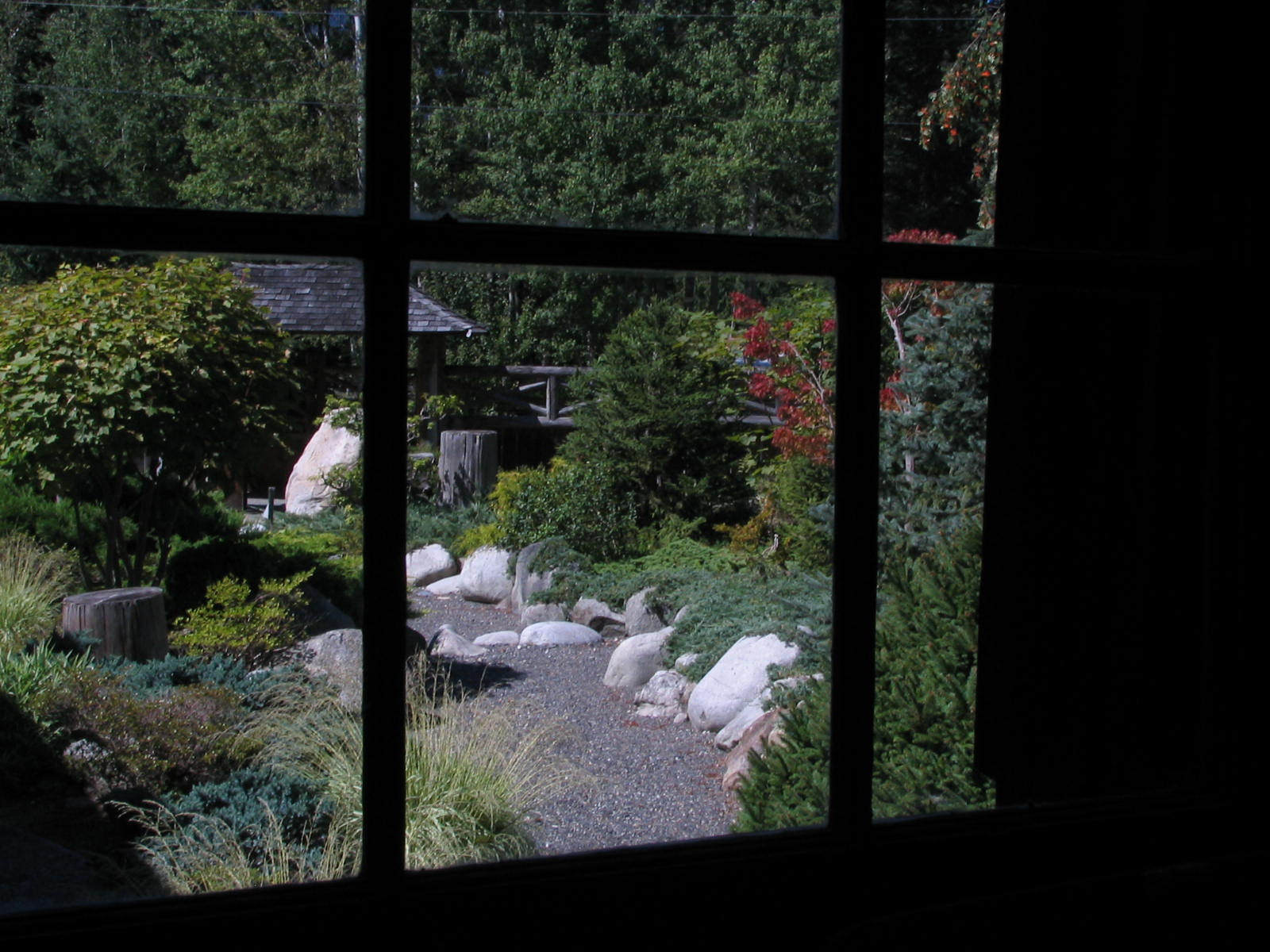
ニューデンバーに位置する日本人強制収容所の跡地